# 東京自働機械製作所
株式会社東京自働機械製作所（とうきょうじどうきかいせいさくしょ、英: Tokyo Automatic Machinery Works,Ltd.）は、各種製品の包装機の等の開発・設計・製造。販売を行う日本の企業。東京証券取引所スタンダード市場上場。

## 概要
1908年に島根工業所として創業。当初は大蔵省専売局（現：日本たばこ産業）のたばこ製造用機械の製作および工場施設請負を専業としていた。1944年に島根工業株式会社として法人へ改組。以降は各種製品の各種製品の包装機の等の開発・設計・製造。販売などを手掛けており、日本たばこ産業とは創業以来の取引関係にある。

## 沿革
- 1908年 - 東京都足立区にて島根工業所として創業。
- 1944年6月 - 島根工業株式会社として法人へ改組。
- 1949年6月 - 株式会社東京自働機械製作所に商号変更。
- 1960年11月 - 子会社として東京施設工業株式会社を設立。
- 1963年
  - 7月 - 東京証券取引所2部上場。
  - 8月 - 千葉県柏市に工場を移転。
- 1981年7月 - 本社を東京都千代田区に移転。
- 2009年4月 - 東京施設工業を子会社から関連会社とする。
- 2013年1月 - インドネシアにおける合弁会社として、PT TAM Packaging Asia（TPA）の営業を開始。

## 事業所
- 本社 - 東京都千代田区
- 大阪営業所 - 大阪市西区
- 名古屋営業所 -  名古屋市中村区
- 福岡営業所 - 福岡市博多区
- 札幌営業所 - 札幌市西区
- 設計開発部（研究所棟） - 千葉県流山市
- 柏工場 - 千葉県柏市

## 関連会社
- 東京施設工業株式会社
- PT TAM Packaging Asia（TPA）